# КрАЗ-6322 «Солдат» (монета)
«КрАЗ-6322 „Солда́т“» — пам'ятна монета номіналом 10 гривень, випущена Національним банком України. Присвячена багатоцільовому повноприводному автомобілю, призначеному для транспортування особового складу, різних вантажів військових частин, підрозділів спеціального призначення і миротворчих сил ООН. Автомобіль КрАЗ-6322 «Солдат» — базовий автомобіль Збройних сил України, може використовуватися як баластний тягач для транспортування літаків на аеродромах, артилерійських систем тощо. Він має виняткові характеристики із прохідності, маневреності та швидкості в надскладних природно-кліматичних і дорожніх умовах.
Монету введено в обіг 26 грудня 2019 року. Вона належить до серії Збройні Сили України.

## Опис та характеристики монети
| Номінал грн. | Метал                 | Маса, грам | Діаметр, мм. | Якість виготовлення | Гурт     | Тираж, штук |
| ------------ | --------------------- | ---------- | ------------ | ------------------- | -------- | ----------- |
| 10           | сплав на основі цинку | 12,4       | 30           | анциркулейтед       | рифлений | 1 000 000   |

### Аверс

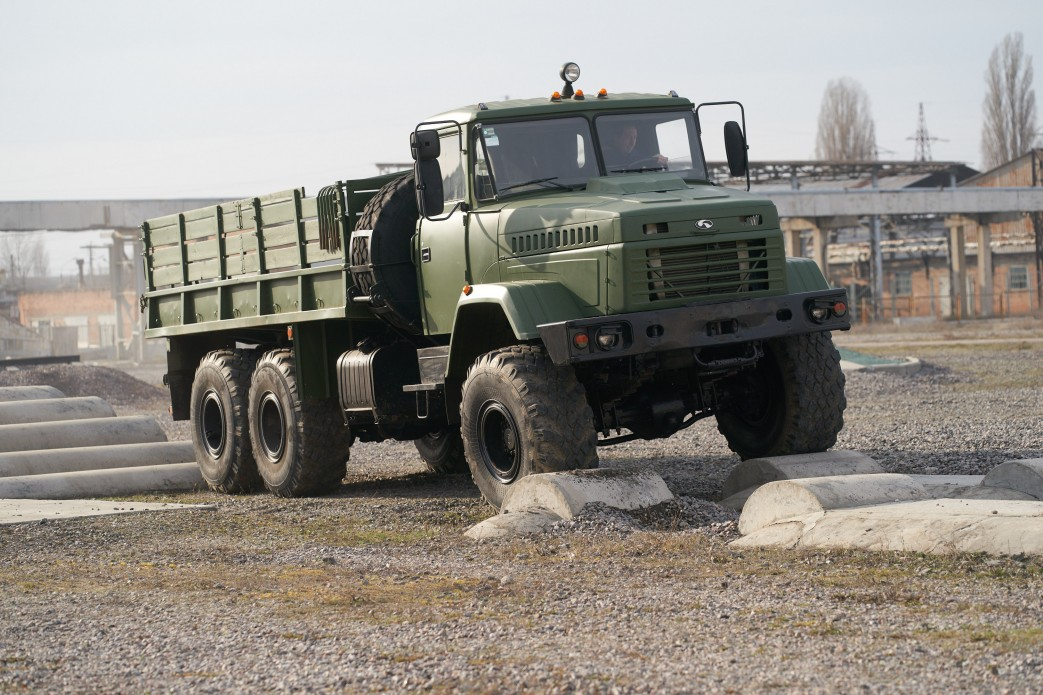
КрАЗ 6322

На аверсі монети розміщено: малий Державний Герб України (праворуч на дзеркальному тлі), під яким напис УКРАЇНА; на матовому тлі — стилізоване креслення автомобіля в двох ракурсах; зазначено номінал 10/ГРИВЕНЬ (унизу); рік карбування монети 2019 (ліворуч на дзеркальному тлі); логотип Банкнотно-монетного двору Національного банку України (праворуч).

### Реверс
На реверсі монети зображено автомобіль КрАЗ-6322, який рухається вгору, залишаючи слід шин; угорі напис КРАЗ-6322 «СОЛДАТ».

## Автори
- Художник: Любов Андрощук.

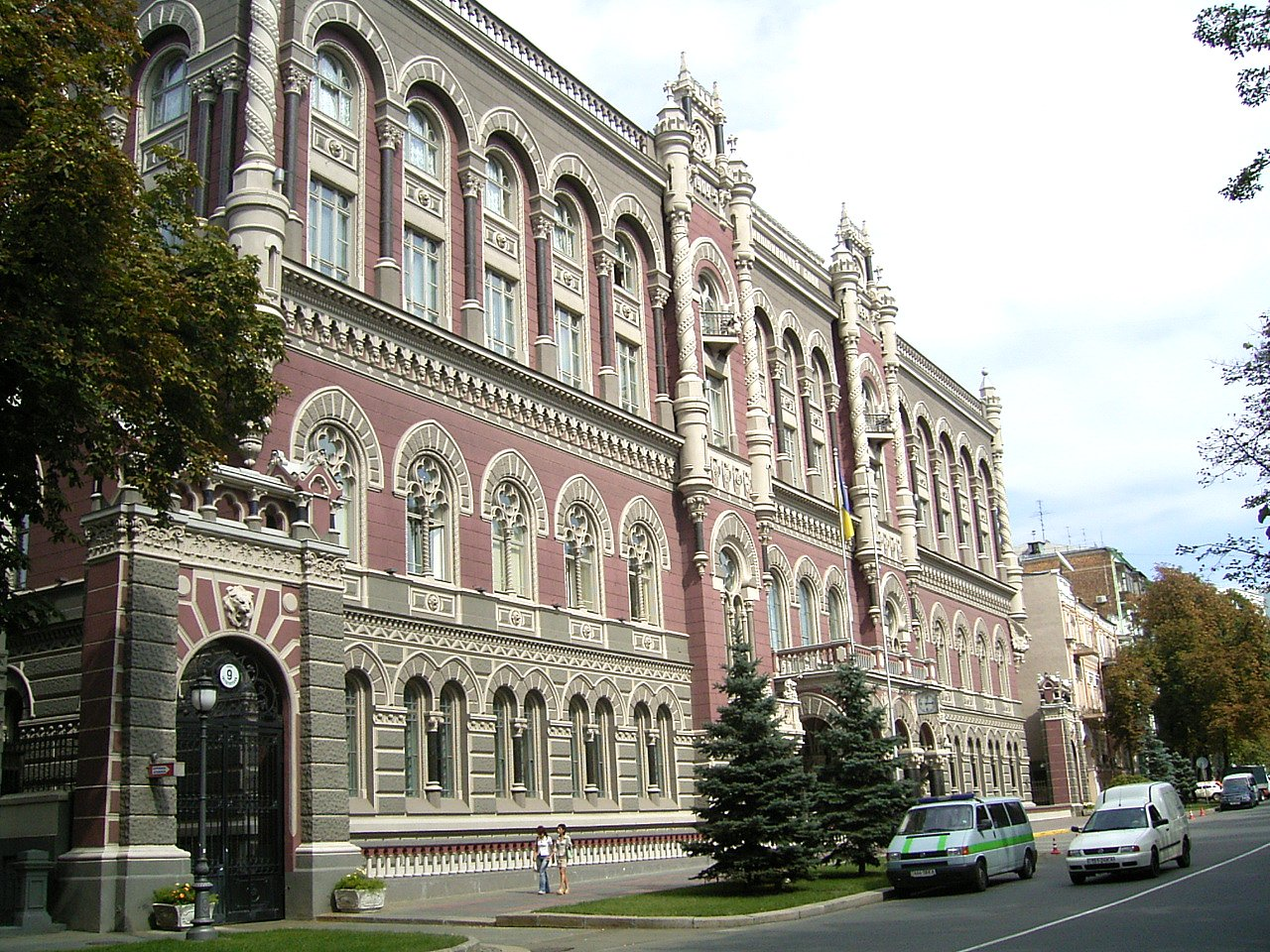
Будівля Національного банку України

- Скульптори: Володимир Атаманчук, Святослав Іваненко .

## Вартість монети
Під час введення монети в обіг 2019 року, Національний банк України розповсюджував монету за номінальною вартістю — 10 гривень.
Фактична приблизна вартість монети, з роками змінювалася так:
| Рік       | 2020 | 2021 | 2022 | 2023 | 2024 | 2025 |
| --------- | ---- | ---- | ---- | ---- | ---- | ---- |
| Ціна, грн | 14   | 14   | 15   | 20   | 50   | 100  |

Всім, безперешкодно до 31 жовтня 2021 року на офіційних сторінках Інтернет-магазину нумізматичної продукції Національного банку України, можна було придбати монету за її номінальною вартістю 10 гривень.